# Lithoserix antiquus
Pimpla antiquus, Pimpla antiqua, Ichneumon sublongaevus
Espèce
Lithoserix antiquus est une espèce fossile d’insectes hyménoptères de la tribu des Pimplini, dans la grande famille des Ichneumonidae.

## Classification
L'espèce Lithoserix antiquus est décrite en 1852 par l'entomologiste suisse Henri de Saussure (1829-1905) sous le protonyme Pimpla antiquus,.
L'espèce Ichneumon sublongaevus est décrite en 1914 par le paléontologue et entomologiste belge Fernand Meunier (1868-1826),.

### Citations
En 1937, le paléontologue français Nicolas Théobald (1903-1981), apporte un nouvel échantillon holotype et redécrit l'espèce, car le précédent holotype lui semble perdu,. Il met en synonyme de cette espèce Ichneumon sublongaevus,.

### Renommage
L'espèce Pimpla antiquus est renommée Lithoserix antiquus en 2022 par les entomologistes Tamara Spasojevic (d) et al.,.

### Synonymes
Selon Paleobiology Database en 2023, trois synonymes sont référencés :
- †Pimpla antiqua Saussure, 1852
- †Pimpla antiquus Saussure, 1852
- †Ichneumon sublongaevus Meunier, 1914[6]

### Fossiles
Selon Paleobiology Database en 2023, une seule collection de fossiles est référencée du Chattien ou Oligocène supérieur, du département des Bouches-du-Rhône en France, d'Aix-en-Provence : 
- une du MNHN de Paris, décrite sous le numéro MNHN.F..B24391 en 1915 par le paléontologue et entomologiste belge Fernand Meunier (1868-1826)[7],[2].

### Étymologie
L'épithète spécifique latine antiquus signifie en latin « ancien ».

## Description

### Caractères
La diagnose de Nicolas Théobald en 1937, : 

« Ech Am21 et 21 a. Coll Museum Paris.
Bel Insecte représenté par l'empreinte et la contre-empreinte. Corps noir, ailes enfumées en partie. Tête transversale ; deux gros yeux ovales, non échancrés, proéminents ; antennes longues, sétacées, homonomes, articles cylindriques, la longueur des antennes dépasse celle de la tête et du thorax réunis. Thorax ovale, noir. Abdomen couvert de tubercules, allongé, sessile, premier segment allongé et subpétiolé, le second n'est pas allongé, le cinquième segment est le plus large, segments nettement séparés ; tarière proéminente, dépasse la moitié de l'abdomen. Pattes courtes, cuisses III atteignant à peine la moitié de l'abdomen. Ailes enfumées, surtout dans la partie costale et radiale des ailes antérieures ; nervation très bien conservée (v. fig.) ; aréole triangulaire, la deuxième nervure récurrente la rejoignant au delà du milieu de la base ; ramelles très développées. ».

### Dimensions
La longueur totale du corps est de 19,5 mm, les antennes ont une longueur de 12 mm, la tête a une longueur de 2 mm, le thorax a une longueur de 3,5 mm, l'abdomen a une longueur de 10 mm, la tarière a une longueur de 4,5 mm, les ailes antérieures ont une longueur de 12,5 mm.

### Affinités
« Par son abdomen déprimé, subsessile, couvert de tubercules et à tarière très développée, ainsi que par son aréole subtriangulaire, l'échantillon appartient certainement aux Pimplinae. Dans le g. Pimpla nous n'avons pas pu déterminer la forme actuelle la plus voisine. Un grand nombre d'espèces sont réparties sur les deux hémisphères. Saussure a décrit Pimpla antiquus d'après un exemplaire que nous n'avons pas retrouvé. L'échantillon du Muséum est de dimensions très voisines et il est fort probable que les deux insectes appartiennent à la même espèce. Les seules différences résident dans la forme de l'aréole, qui d'ailleurs est plus ou moins effacé dans l'exemplaire du Muséum. P. antiquus Saussure a, d'après la figure de Saussure, une aréole pentagonale, ce qui doit être une erreur de dessin, l'aréole dans le genre Pimpla n'étant pas pentagonale, mais triangulaire. Saussure affirme par ailleurs la parfaite concordance de son échantillon avec le genre Pimpla. Cet auteur ne figure pas non plus le nervellus, pourtant très net dans l'échantillon du Muséum.
Quant à l'Insecte, décrit par F. Meunier, du même gisement, (Coll Muséum de Marseille), il est identique au précédent. ».

## Biologie
« Le g. Pimpla est cosmopolite. ».

## Galerie
- Quelques espèces vivantes du genre Pimpla.
- Pimpla turionellae.
- Pimpla ovivora.
- Pimpla sp., femelle.

### Publication originale
- [1852] Henri de Saussure, « Nouvelles recherches sur quelques insectes des Plâtrières d'Aix en Provence », Revue et Magasin de Zoologie, 2e série, vol. 4,‎ 1852, p. 579-581 (lire en ligne).